# باربادوس
بربادوس (بالإنجليزية: Barbados) هي دولة جزيرة في جزر الأنتيل الصغرى. تمتد البلاد على طول 34 كيلومتراً وبعرض 23 كيلومتراً وبالتالي تبلغ مساحتها 431 كيلومتراً مربعاً. تقع الجزيرة في المنطقة الغربية من شمال المحيط الأطلسي على بعد 100 كيلومتر شرق جزر ويندوارد والبحر الكاريبي. تبعد بربادوس نحو 168 كم إلى الشرق من جزر سانت فنسينت والجرينادين، ومسافة 400 كم إلى الشمال الشرقي من ترينيداد وتوباغو. تقع بربادوس خارج حزام الأعاصير الرئيسي في المحيط الأطلسي.
كانت الجزيرة بداية مستعمرة إسبانية وبرتغالية تعرف باسم لوس بربادوس أو أوس بربادوس، لكنها أصبحت مستعمرة إنجليزية عام 1625 وبريطانية في وقت لاحق. ومع ذلك ظلت تحت حكم التاج البريطاني حتى أعلنت انفصالها الدستوري يوم 30 نوفمبر من عام 2021، وتحولها إلى جمهورية. يقدر تعداد سكانها بنحو 284,589 نسمة،  منهم نحو 80,000 يعيشون في أو حول بريدج تاون أكبر مدينة في البلاد وعاصمتها. في عام 1966، أصبحت بربادوس دولة مستقلة ضمن عالم الكومنولث، وظل الملك تشارلز الثالث قائد للدولة. تعد بربادوس إحدى الوجهات السياحية الرائدة في منطقة البحر الكاريبي وأكثر جزر المنطقة تطوراً حيث يبلغ مؤشر التنمية البشرية فيها 0.788.

## أصل التسمية
وفقاً لما يروى عن أحفاد قبائل الأراواكيين الأصليين في المناطق الإقليمية الأخرى، فإن الاسم الأصلي لبربادوس هو إيشيروغانايم، والتي قد تعني «الأرض الحمراء ذات الأسنان البيضاء»،  ربما بسبب صخورها الحمراء وأرصفتها (منحدراتها الشاطئية) البيضاء  أو قد تكون ببساطة «أسناناً».
أما أصل التسمية بربادوس مثير للجدل. كان البرتغاليون في طريقهم إلى البرازيل  أول الأوروبيين الذين نزلوا على الجزيرة وأطلقوا عليها اسم بربادوس. كلمة بربادوس تعني «الملتحين»، لكن التخمين يدور حول ما إذا كان التعبير «الملتحين» يشير إلى جذور أشجار التين الملتحية الطويلة المتدلية، أو أن سكان الجزيرة الكاريب الأصليين كانوا بالفعل ملتحين، أو بسبب زبد البحر على أرصفة الجزيرة الشاطئية التي تعطي صورة لحية. في 1519، قام رسام الخرائط الجنوي فيسكونتي ماغيولو بوضع خريطة تحدد موقع وتسمية بربادوس الصحيحين.
من الأسماء الأخرى أو ألقاب بربادوس «بيم» أو «بيمشير» أو «دا روك». مصادر هذه التسميات غير مؤكدة ولكن توجد عدة نظريات. تقول المؤسسة الثقافية الوطنية في بربادوس بأن «بيم» كلمة تستخدم عادة من قبل العبيد وأنها تستمد عادة من عبارة «بي مو» أو («بم» أو «ندي بم» أو «نوانيي إيبم» أو «نووكي إيبم»)  من جملة بلغة الإغبو ومعناها «شعبي». في السياقات العامية أو الأدبية يمكن لتسمية «بيم» أن تأخذ معنى أعمق مشيرة إلى «إلهة» بربادوس.
سجلت كلمة بيم وبيمشير في قاموس أوكسفورد الإنجليزي وقواميس تشامبرز للقرن العشرين. مصدر آخر محتمل للتسمية «بيم» هو المراسل الزراعي القس غرينيدج (والد أحد أشهر باحثي الجزيرة آبل هندي جونز غرينيدج) في 25 أبريل 1868 قد اقترح إدراج بيمشير باعتبارها مقاطعة من انكلترا. سماها صراحة «ويلتشير وهامبشاير وبيركشاير وبيمشاير». أخيراً، أشارت صحيفة ديلي أرغوسي (من غيانا) في 1652 إلى «بيم» باعتبارها تحريفاً محتملاً لكلمة «بيام» والذي كان زعيماً ملكياً ضد البرلمانيين. واقترح هذا المصدر أن أتباع بيام عرفوا باسم بيم وأصبحت الكلمة لتطلق على جميع بربادوس.

## التاريخ
يعود تاريخ استيطان الهنود الحمر لبربادوس إلى نحو القرن الرابع أو السابع الميلاديين، من طرف مجموعة تعرف باسم سالادويد بارانكويد. بينما وصل شعب الكاريب من أمريكا الجنوبية في القرن الثالث عشر.
خضعت الجزيرة للسيطرة البرتغالية من منتصف القرن السادس عشر وحتى القرن السابع عشر، وربما استطاعوا السيطرة على الأراواك في بربادوس واستخدموهم كعبيد. بينما يعتقد بفرار الأراواك الآخرين إلى الجزر المجاورة. عدا عن تشريد شعب الكاريب، فإن البرتغاليين لم يبق لهم أي تأثير يذكر وبحلول العقد الأول من القرن السابع عشر كانت الجزيرة غير مأهولة تقريباً. لا يزال بعض الأراواك يعيشون في بربادوس.

### العهد الاستعماري البريطاني

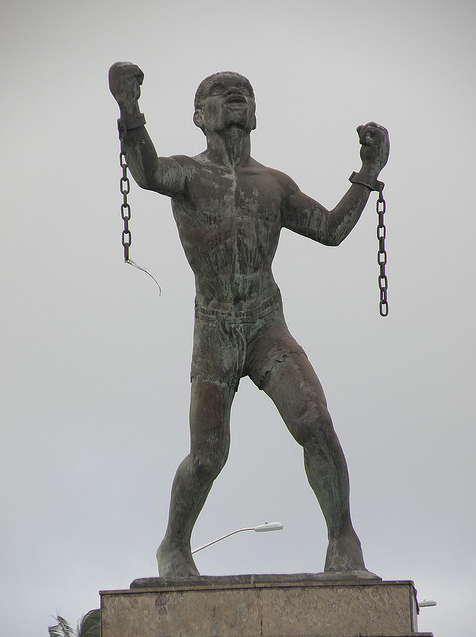
تمثال بوسا في بريدج تاون. قاد بوسا أكبر تمردٍ للعبيد في تاريخ بربادوس.

وصل البحارة الإنجليز إلى بربادوس عام 1625 في موقع مدينة هولتاون الحالية. طالب الإنكليز بملكية بربادوس لعرش جيمس الأول. منذ وصول المستوطنين الإنجليز الأوائل في 1627-1628 حتى الاستقلال في 1966، كانت بربادوس تحت حكم بريطاني متواصل (وكانت الجزيرة الوحيدة في منطقة البحر الكاريبي التي لم تخضع لأكثر من قوة استعمارية). مع ذلك فإن بربادوس دائماً ما تمتعت بقدر كبير من الحكم الذاتي المحلي. التئم مجلس النواب في الجزيرة لأول مرة في 1639. كان من بين الشخصيات الهامة المبكرة من الجزيرة السير وليام كورتن.
امتد القتال أثناء حرب الممالك الثلاث وفترة خلو العرش إلى بربادوس ومياهها الإقليمية. لم تشارك الجزيرة في الحرب حتى إعدام تشارلز الأول، عندما سقطت حكومة الجزيرة بيد الملكيين (ومن المفارقات أن حاكم الجزيرة فيليب بيل ظل على ولائه للبرلمان بينما دعم البرلمان البربادي تحت تأثير همفري والروند تشارلز الثاني). في محاولة لجلب المستعمرة المتمردة لبيت الطاعة، أقر البرلمان قانون الكومنولث في 3 أكتوبر 1650 والذي حظر التجارة بين انكلترا والجزيرة، ولأن الجزيرة امتلكت علاقات تجارية أيضاً مع هولندا، فإن القانون حظر أي من المعاملات التجارية مع المستعمرات الهولندية إلا عن طريق السفن التجارية الإنجليزية. مهدت هذه الأعمال للحرب الإنجليزية الهولندية الأولى. أرسل كومنويلث إنجلترا قوة لغزو الجزيرة بقيادة السير جورج إسكيو والذي وصل في أكتوبر 1651. استسلم أنصار الملكية في برلمان بربادوس بقيادة اللورد ويلوبي بعد مناوشات بسيطة. أدرجت شروط الاستسلام في ميثاق بربادوس (معاهدة أويستنز)، التي وقعت في فندق ميرميد في أويستنز في 17 يناير 1652.
مع تطبيق قوانين الرقيق التي خلقت معاملة تفضيلية بين الأفارقة والعمال والمزارعين البيض أصبحت الجزيرة غير جذابة للبيض الفقراء. أصدرت قوانين الرقيق في 1676 و1661 و1682 و1688 ورداً على هذه القوانين قامت عدة محاولات تمرد في صفوف العبيد ولكن لم يكلل لها النجاح. مع ذلك، تسبب النظام القمعي المتزايد بتوسيع الفجوة في المعاملة بين الخدم البيض والعبيد السود. أصبح العبيد السود المستوردون أكثر جاذبية للمزارعين الأغنياء الذين هيمنوا على الجزيرة ليس اقتصادياً فحسب، بل أيضاً من الناحية السياسية.
مع ذلك فإن البيض الفقراء أو الذين استطاعوا الهجرة كثيراً ما واصلوا هجرتهم. وسع المزارعون من استيراد العبيد الأفارقة لزراعة قصب السكر. وبالتالي تحول سكان بربادوس من إنجليز واسكتلنديين أساساً في القرن السابع عشر إلى غالبية من الأفارقة في نهاية القرن الثامن عشر.
امتلكت بربادوس في نهاية المطاف واحدة من أكبر صناعات السكر في العالم بعد بدء زراعة قصب السكر في عام 1640. من بين أهم من ساهموا في ضمان النجاح المبكر لصناعة قصب السكر كان اليهود السفارديون الذين طردوا أصلاً من شبه الجزيرة الأيبيرية لينتهي بهم الحال في البرازيل الهولندية. أدى انتشار زراعة قصب السكر إلى تراجع مزارع التبغ واستبدالها بسرعة رغم أن زراعة التبغ كانت في السابق عنصر التصدير الرئيسي. مع تطور صناعة السكر لتصبح المصدر التجاري الرئيسي، قسمت بربادوس إلى مجموعة من المزارع الكبيرة التي حلت محل الحيازات الصغيرة التي كانت بيد المستوطنين الإنجليز. انتقل بعض من المزارعين النازحين إلى المستعمرات الإنجليزية الأخرى في الأمريكتين وعلى الأخص إلى كارولاينا الشمالية وكارولاينا الجنوبية وغيانا البريطانية فضلاً عن بنما. بينما جلب المزارعون المزيد من العبيد المستوردين من غرب إفريقيا إلى بربادوس وجزر البحر الكاريبي الأخرى.
ألغى البريطانيون تجارة الرقيق في 1807 ولكنهم لم يلغوا المؤسسة نفسها. في 1816، ثار العبيد في أكبر تمرد لهم في تاريخ الجزيرة، حيث كان عددهم نحو 20,000 من نحو 70 مزرعة. طردوا البيض من المزارع، لكن من دون أن تحدث عمليات قتل واسعة النطاق. عرف هذا التمرد لاحقاً باسم «تمرد بوسا» تيمناً بحارس الرقيق بوسا، الذي كره العبودية هو ومساعدوه ورأى أن معاملة العبيد في بربادوس «لا تطاق»، واعتقد أن المناخ السياسي في المملكة المتحدة يساهم حينها في الدخول في مفاوضات سلمية مع المزارعين من أجل الحرية. فشل تمرد بوسا. قتل مائة وعشرون من العبيد في المعركة أو أعدموا على الفور، بينما قدم 144 آخرون للمحاكمة وأعدموا؛ بينما نفي باقي المتمردين من الجزيرة.
أخيراً ألغي الرق في الإمبراطورية البريطانية بعد 18 سنة في 1834. في بربادوس وبقية المستعمرات البريطانية في جزر الهند الغربية، سبق التحرر الكامل من العبودية فترة من التدريب المهني استمرت أربع سنوات.

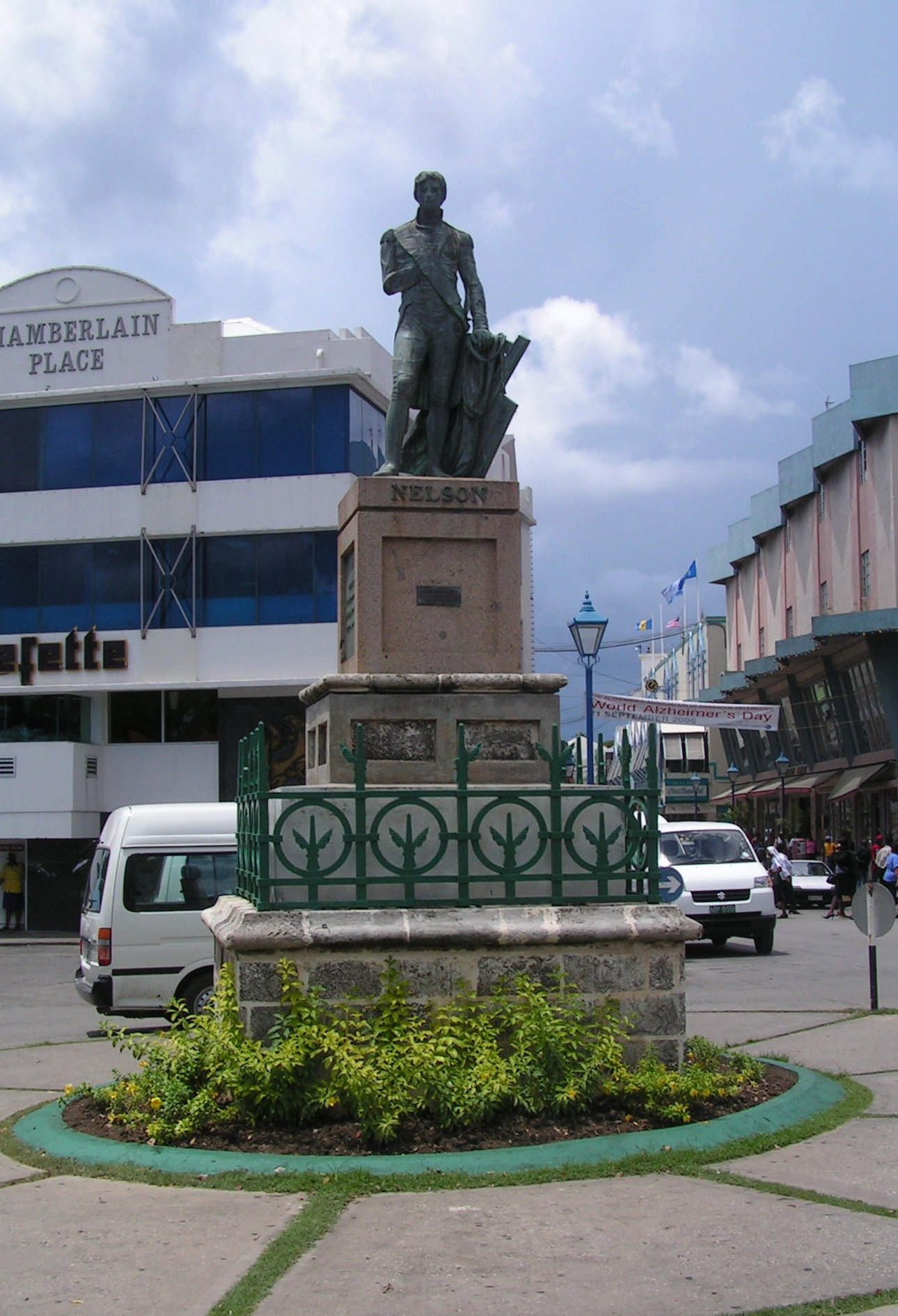
تمثال اللورد نيلسون في ساحة الأبطال الوطنيين

وجهت الجمعية الزراعية في بربادوس عام 1884 رسالة إلى السير فرانسيس هينكس طالبة مشورته الخاصة والعامة حول ما إذا كانت كندا حينها ستقبل بمستعمرة بربادوس عضواً في الاتحاد الكندي. طلبت من كندا الشروط الكندية لبدء المناقشات، وما إذا كانت جزيرة بربادوس ستعتمد على التأثير الكامل لكندا في الحصول على تغيير توافق عليه المملكة المتحدة. ثم في عام 1952 وفي صحيفة بربادوس أدفوكيت، نشر استطلاع لعدة سياسيين بارزين في بربادوس ومحامين ورجال أعمال ورئيس مجلس النواب البربادوسي والذي أصبح لاحقاً أول رئيس لمجلس الشيوخ السير ثيودور برانكر. كان ذلك الاستطلاع في صالح الاتحاد الفوري مع بقية منطقة البحر الكاريبي البريطانية مع حالة من السيادة الكاملة في غضون خمس سنوات من تاريخ بدء اتحاد جزر الهند الغربية مع كندا.
مع ذلك، حافظ أصحاب المزارع والتجار من أصل بريطاني على هيمنتهم على السياسة المحلية نظراً للدخل العالي المطلوب من الفرد ليكون مؤهلاً للتصويت. استبعد أكثر من 70 ٪ من السكان معظمهم من النساء المحرومين من العملية الديمقراطية. لم يكن حتى ثلاثينيات القرن الماضي أن بدأ نسل العبيد المحررين الحركة من أجل الحقوق السياسية. أسس أحد قادة هذه الحركة، السير غرانتلي آدامز، حزب العمل بربادوس في عام 1938، والذي عرف حينها باسم رابطة بربادوس التقدمية.
طالب آدمز وحزبه بالمزيد من الحقوق للفقراء وللشعب كما أيد النظام الملكي بقوة. أُحرز تقدم نحو تشكيل حكومة أكثر ديمقراطية في بربادوس في عام 1942، عندما خُفض سقف الدخل الخالص المطلوب المؤهل للتصويت كما منحت المرأة حق التصويت. بحلول 1949 انتزعت السيطرة الحكومية من المزارعين وفي 1958 أصبح أدامز رئيساً لوزراء بربادوس.
بين عامي 1958 و1962 كانت بربادوس واحدة من عشرة أعضاء في اتحاد جزر الهند الغربية، وهي منظمة قوضتها المواقف الوطنية لأعضائها وهي المستعمرات البريطانية والتي افتقرت أيضاً للسلطة التشريعية. خدم أدامز كأول وآخر رئيس وزراء لهذا الاتحاد، لكن قيادته فشلت في محاولاتها لتشكيل اتحادات مماثلة. كما كان دفاعه المستمر عن الملكية ذريعة اتخذها خصومه كدليل على أنه لم يعد على اتصال مع احتياجات بلاده. أصبح إيرول والتون بارو وهو من الإصلاحيين المتحمسين محامي الشعب الجديد. كان بارو قد انشق عن رابطة بربادوس التقدمية وشكل حزب العمل الديمقراطي كبديل ليبرالي لحكومة أدامز المحافظة. وضع بارو العديد من البرامج الاجتماعية التقدمية، مثل التعليم المجاني للجميع ونظام الوجبات المدرسية. بحلول عام 1961، حل بارو محل أدامز كرئيس للوزراء وسيطر حزبه على الحكومة.
مع انحلال الاتحاد عادت بربادوس إلى وضعها السابق كمستعمرة ذاتية الحكم. تفاوضت الجزيرة على استقلالها في مؤتمر دستوري مع بريطانيا في يونيو 1966. بعد سنوات من التقدم السلمي والديمقراطي، أصبحت بربادوس أخيراً دولة مستقلة في 30 نوفمبر 1966، مع ايرول بارو أول رئيس لوزرائها، على الرغم من بقاء الملك تشارلز الثالث قائد للدولة. تحافظ بربادوس على روابطها التاريخية مع بريطانيا من خلال انضمامها لكومنويلث الأمم. بعد ذلك بعام انضمت بربادوس للأمم المتحدة ومنظمة البلدان الأمريكية.

## الحكومة والسياسة

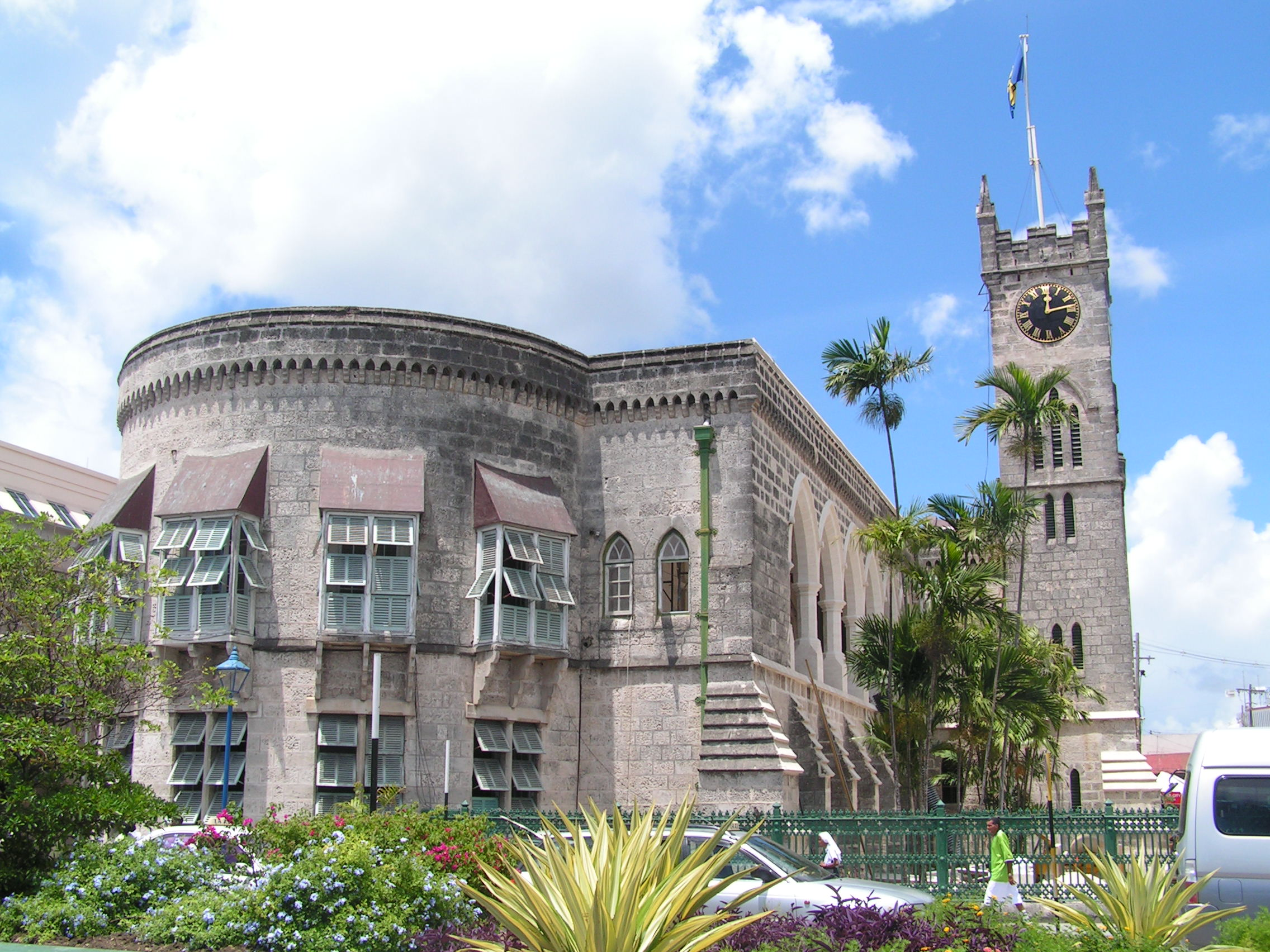
مبنى البرلمان.

نالت بربادوس استقلالها عن المملكة المتحدة في 30 نوفمبر 1966. البلاد ملكية دستورية وديمقراطية برلمانية على غرار نظام وستمنستر البريطاني، حيث كانت ملكة بريطانيا هى ملك بربادوس وقائد الدولة ويمثلها محلياً الحاكم العام كليفورد هزبندز بينما يقود الحكومة رئيس مجلس الوزراء. صعد عدد الممثلين في مجلس النواب تدريجياً من 24 عند الاستقلال إلى 30 نائباً في تشكيله الحالي.وفى العام 2021 أزيل النظام الملكى بعد استفتاء والتحول للنظام الجمهورى.
النظام السياسي في بربادوس يدور حول حزبين أساسيين هما حزب العمل الديمقراطي الحاكم وحزب العمال بربادوس المعارض. قاد حزب العمال بربادوس الحكومة طوال خمسة عشر عاماً، منذ عام 1993 حتى الانتخابات العامة عام 2008. في ظل هذه الإدارة، استلم رئيس الوزراء السابق أوين آرثر منصب المدير الإقليمي للسوق الكاريبية الموحدة.
توفي ديفيد تومسون الذي انتخب رئيساً لوزراء بربادوس في عام 2008 بسرطان البنكرياس في 23 أكتوبر 2010. خلفه نائب رئيس الوزراء فرويندل ستيوارت والذي أدى اليمين الدستورية في اليوم نفسه.
ظهرت في بربادوس أحزاب ثالثة عدة في فترات متقطعة منذ الاستقلال: تشكلت حركة ضغط الشعب في أوائل السبعينات ونافست في انتخابات 1976، والحزب الوطني الديمقراطي والذي خاض انتخابات عام 1994، والمؤتمر الشعبي الديمقراطي والذي خاض انتخابات 2008. عدا عن تلك الأحزاب الثلاثة شارك العديد من المستقلون في الانتخابات، لكن لم ينل أي من المستقلين أي مقعد في البرلمان.

### القانون
دستور بربادوس هو القانون الأسمى للأمة. يرأس النائب العام سلطة قضائية مستقلة. تاريخياً، استند قانون بربادوس كلياً على القانون العام الإنكليزي مع تعديلات محلية قليلة. في فترة ما بعد الاستقلال، لم يعد في مقدور البرلمان البريطاني تغيير التشريعات المحلية وفق تقديره الخاص. أصبح القانون البريطاني والتشريعات القانونية المختلفة ضمن القانون البريطاني في ذاك الوقت والقوانين الأخرى التي اعتمدها برلمان بربادوس أساس النظام القانوني في العصر الحديث.
في الآونة الأخيرة، جرت تعديلات على شكل التشريعات المحلية البربادوسية للتناسب مع التزامات البلاد تجاه منظمات مثل الأمم المتحدة ومنظمة البلدان الأمريكية أو غيرها. بالإضافة إلى ذلك وعبر التعاون الدولي يمكن لمؤسسات أخرى أن تقدم لبرلمان بربادوس مشاريع قوانين يجري تعديلها لتتناسب مع الوضع المحلي وتبنيها كقوانين.
يمرر القوانين برلمان بربادوس وحين تمريرها، يمنحها الحاكم العام الموافقة الرسمية لتصبح قانوناً.
يمنع على المدنيين في بربادوس ارتداء الملابس المموهة ذات الاستخدام العسكري. اعتبارا من أكتوبر 2010، حُظر التدخين في الأماكن العامة في البلاد.

### المحاكم
يتكون نظام المحاكم المحلية في بربادوس من:
- محاكم الصلح: وتغطي المحاكم الجنائية والمدنية والعائلية والعنف المنزلي وقضايا الأحداث. لكن قد تتولى بعض القضايا الأخرى مثل تراخيص الخمور والزواج المدني. علاوة على ذلك، يمكن لمحاكم الصلح التعامل مع العقود وقوانين الأضرار حيث لا تتجاوز المطالب 10,000$.[35]
- المحكمة العليا والتي تضم أيضاً محكمة الاستئناف.[35]
  - المحكمة العليا: تتخصص في قضايا مدنية وجنائية وقانون الأسرة.
  - محكمة الاستئناف: تتولى الطعون في أحكام المحكمة العليا ومحكمة الصلح. تنظر في الطعون في كل من القانون المدني والجنائي. يمكن أن تتألف من قاض واحد أو قد تكون محكمة تامة من ثلاثة قضاة استئناف.
- محكمة العدل الكاريبية (مقرها في بورت أوف سبين في ترينيداد وتوباغو)، هي محكمة الملاذ الأخير (الولاية القضائية النهائية) فوق قانون بربادوس. حلت محل اللجنة القضائية التابعة لمجلس الملكة والتي مقرها لندن. يجوز لمحكمة العدل الكاريبية حل المسائل الأخرى المتنازع عليها في السوق الكاريبية الموحدة.

### العلاقات الدولية
بربادوس عضو كامل العضوية والمشاركة في الجماعة الكاريبية والاقتصاد والسوق الكاريبية المشتركة ورابطة الدول الكاريبية  ومنظمة البلدان الأمريكية ودول الكومنولث ومحكمة العدل الكاريبية والتي تتعلق حالياً فقط ببربادوس وغيانا. في عام 2001 صوت قادة حكومات دول الجماعة الكاريبية على إجراء لاستبدال اللجنة القضائية التابعة لمجلس الملكة بمحكمة العدل الكاريبية.
بربادوس عضو أصلي في منظمة التجارة العالمية (1995) وتشارك بنشاط في عملها. تمنح ما لا يقل عن معاملة الدولة الأولى لجميع شركائها التجاريين. واعتباراً من ديسمبر 2007 ترتبط بربادوس باتفاق شراكة اقتصادية مع المفوضية الأوروبية. يضم الاتفاق المجموعة الفرعية من المنتدى الكاريبي وهي مجموعة الدول الإفريقية والكاريبية ودول المحيط الهادئ. يمثل منتدى الكاريبي في الوقت الحاضر جزءاً من المجموعة التي أبرمت الاتفاقية التجارية الإقليمية مع الاتحاد الأوروبي.
تسعى السياسة التجارية أيضاً لحماية العدد القليل من الأنشطة المحلية من المنافسة الأجنبية والتي تدور حول إنتاج الغذاء في الغالب، على الرغم من اليقين بأن أفضل الطرق لتلبية الحاجات المحلية يكون عن طريق الاستيراد. أثرت هذه الحماية والمنافسة المحدودة في بعض القطاعات المحلية على القدرة التنافسية لأنشطة الخدمات الرائدة من خلال تقييد وصولها إلى الموارد منخفضة التكلفة.

## القوات المسلحة
الأفرع الرئيسية للقوات المسلحة طبقاً لتقديرات عام 2010 
- قوات الدفاع الملكي لبربادوس
- قيادة القوات
- قوات حرس السواحل في بربادوس

| البيان                 | المتاح للخدمة | اللائقين للخدمة |
| ---------------------- | ------------- | --------------- |
| الذكور من سن 16-49 سنة | 73.820        | 58.125          |
| الإناث من سن 16-49 سنة | 73.835        | 58.016          |

عدد الأفرد الذين يصلون لسن الخدمة سنوياً، طبقاً لتقديرات عام 2010
| البيان          | الذكور | الإناث |
| --------------- | ------ | ------ |
| من سن 16-49 سنة | 1842   | 1849   |

تتضمن قوات الدفاع الملكي لبربادوس قيادة القوات البرية، وقوات خفر سواحل صغيرة . والدور الرئيسي للقوات البرية هو الدفاع عن الجزيرة ضد التهديد الخارجي . وتتكون القيادة من كتيبة واحدة تعملاً عملاً جزئياً، إضافة إلى كادر صغير منتظم، وتنتشر القوات في جميع أرجاء الجزيرة . كما أنها تساند قوات الشرطة في القيام بدوريات ساحلية، لمنع التهريب، والنشاطات غير القانونية الأخرى، طبقاً لإحصائيات عام 2007

### القدارت العسكرية
- القوات العاملة: 610 أفراد (الجيش 500 فرد والبحرية 110 أفراد)
- قوات الاحتياط:430 فرداً (ينضمون عند الإستدعاء)

المعدات طبقاً لنوعها
- الزوراق الساحلية والدوريات: ستة زوراق
- زورق واحدة من نوع Dauntless
- زورقان اثنان من نوع Enterprise
- ثلاثة زوارق من نوع Trident

## الجغرافيا والمناخ

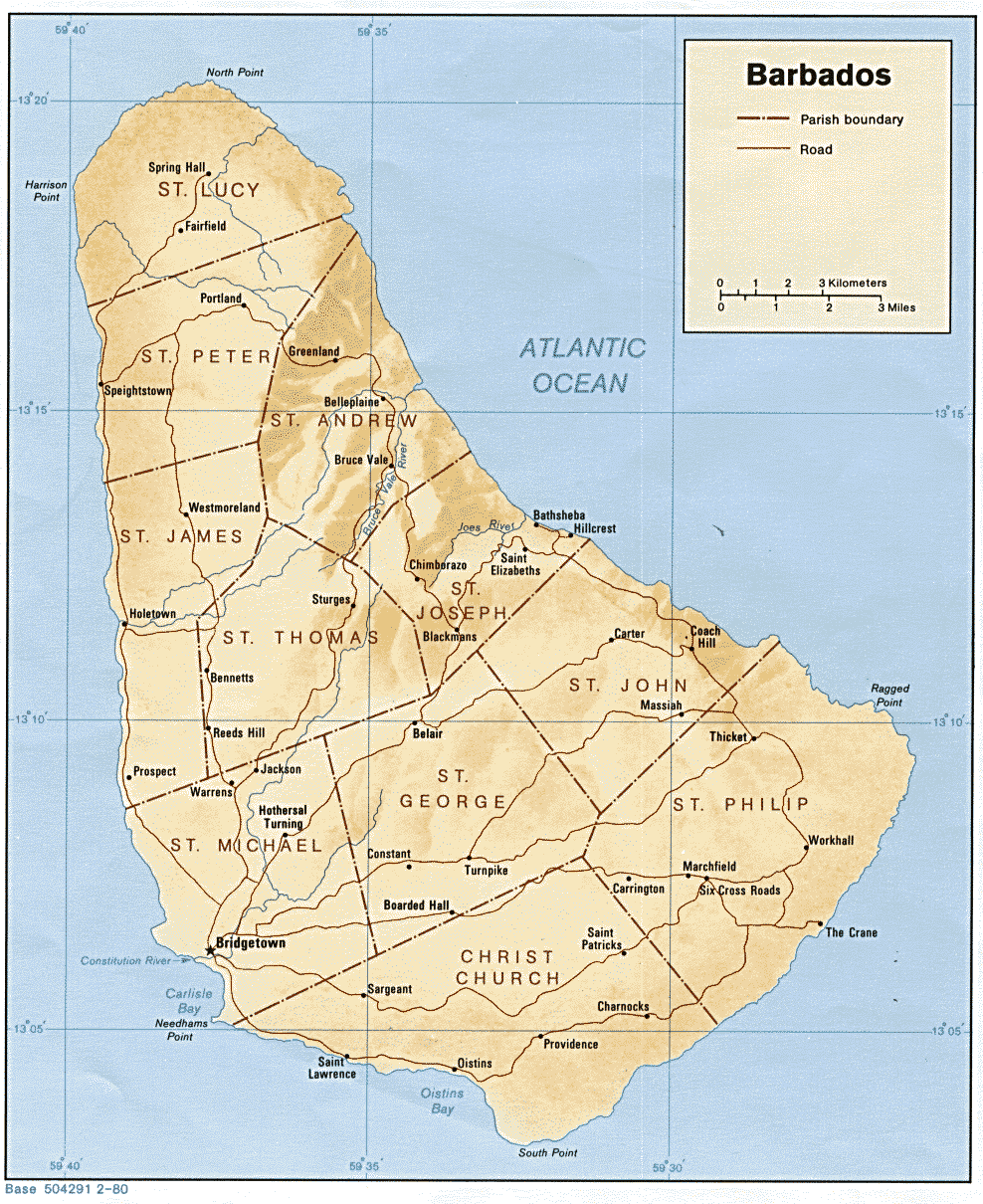
خريطة بربادوس

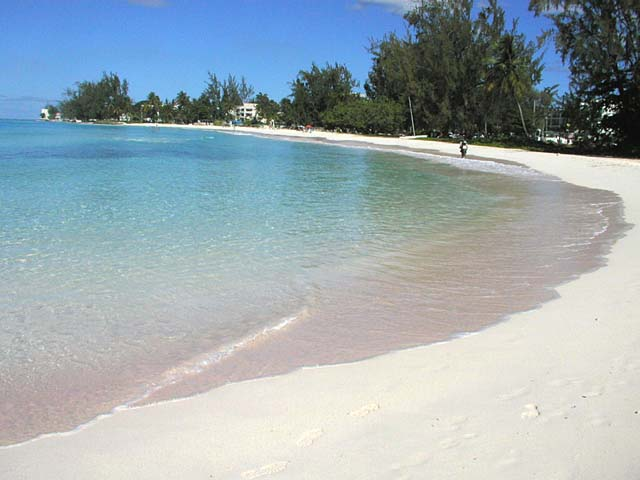
شاطئ قرب بريدج تاون.

بربادوس هي أقصى جزر الأنتيل الصغرى شرقاً. تعد الجزيرة منبسطة مقارنة بجزر ويندوارد المجاورة لها غرباً. ترتفع هضبة بسيطة في منطقة الهضبة الوسطى حيث تبلغ أعلى نقطة في الجزيرة ارتفاع 340م في جبل هيلابي في مقاطعة اسكتلندا. تقع الجزيرة في المحيط الأطلسي إلى الشرق من جزر الهند الغربية الأخرى.
تتكون الجزيرة جيولوجياً من المرجان (بسماكة 90م)، حيث تصاغ الجهة الغربية من الجزيرة على شكل «تراسات» بينما تكون منحدرة في الشرق. تحيط الشعب المرجانية بأغلب الجزيرة.
تقع عاصمة بربادوس والمدينة الرئيسية بريدج تاون في رعية سانت مايكل. تنتشر غيرها من المدن الرئيسية في أنحاء الجزيرة وتشمل هولتاون في رعية سانت جيمس وأويستنز في رعية كرايست تشرتش وسبيتستاون في رعية سانت بيتر.
المناخ استوائي معتدل، حيث يمتد موسم الأمطار بين يونيو - نوفمبر وموسم أكثر جفافاً بين ديسمبر - مايو. يتراوح معدل هطول الأمطار السنوي بين 1,000-2,300 مم.
تنجو بربادوس في كثير من الأحيان من أسوأ آثار العواصف الاستوائية والأعاصير خلال موسم الأمطار، حيث موقعها في أقصى شرق المحيط الأطلسي يضعها خارج منطقة ضربات الأعاصير الرئيسية. في المتوسط قد يضرب الجزيرة إعصار مرة واحدة كل نحو 26 سنة. كان الإعصار جانيت آخر إعصار شديد خلف دماراً واسعاً في الجزيرة عام 1955.

## التقسيم الإداري
تنقسم بربادوس إلى 7 وحدات إدارية في المستوى الأول تعرف بالأبرشيات (بالأنجليزية: Parish).أستخدم طريقة كتابة الأسم للأبرشية معارضاً للطريقة التقليدية المتبعة في قارتي أمريكا وبدلا من تسميتها (Parish name Parish) استخدم الأسم ("Parish of "Parish name) لتميزيا عن باقي الأبرشيات وأنها تابعة لتاريخ الديانة الأنجليكية تحت الكنسية أنجليكانية.النظام كان أساسه هو الكنسية الأنجلياكانية وكان هو التعبير الظاهر لتشكيل أساس التمثيل البرلماني في بربادوس. حجم وشكل كل أبرشية تأثر بشكل كبير بحجم وعدد مزارع القطن وقصب السكر والتبغ والتي كانت موجودة منذ سنوات الاستعمار في بربادوس. عدة مصليات أنشئت منذ القرن السابع عشر على هذه الجزيرة وتطورت بعض هذه الكنائس إلى أبرشية كنسية ، مما أدى إلى تشكيل أبرشيات جديدة تحيط بهذه المجموعة من مجالس الكنائس المنشأة حديثاً.
الأبرشيات الإحدى عشر هي:
| م       | الأسم بالعربي       | العاصمة    | المساحة (كم²) | التعداد السكاني (تعداد 2010) | الكثافة كم−2 | مجلس الكنيسة التاريخي |
| ------- | ------------------- | ---------- | ------------- | ---------------------------- | ------------ | --------------------- |
| 1       | أبرشية كنيسة المسيح | أويستنز    | 57            | 54,336                       | 868.4        |                       |
| 2       | أبرشية سانت أندرو   | غرين لاند  | 36            | 5,139                        | 145.9        |                       |
| 3       | أبرشية سانت جورج    | بولكلي     | 44            | 19,767                       | 406.1        |                       |
| 4       | أبرشية سانت جيمس    | هولتاون    | 31            | 28,498                       | 733.6        |                       |
| 5       | أبرشية سانت جون     | فور رودز   | 34            | 8,963                        | 261.0        |                       |
| 6       | أبرشية سانت جوزيف   | باثشيبا    | 26            | 6,620                        | 261.7        |                       |
| 7       | أبرشية سانت لوسي    | كراب هيل   | 36            | 9,758                        | 259.1        |                       |
| 8       | أبرشية سانت مايكل   | بريدج تاون | 39            | 88,529                       | 2,145.7      |                       |
| 9       | أبرشية سانت بيتر    | سبيتستاون  | 34            | 11,300                       | 314.7        |                       |
| 10      | أبرشية سانت فيليب   | كرين       | 60            | 30,662                       | 342.3        |                       |
| 11      | أبرشية سانت توماس   | هيلبي      | 34            | 14,249                       | 340.9        |                       |
| بربادوس | بريدج تاون          | 432        | 277,821       | 580.1                        | ♦            |                       |

## الاقتصاد
تحتل بربادوس المرتبة 51 من بين أغنى بلدان العالم من حيث الناتج المحلي الإجمالي للفرد الواحد،  كما تمتلك اقتصاداً مختلطاً متطوراً ومستوى معيشة عال نسبياً. وفقاً للبنك الدولي، تصنف بربادوس في المرتبة 66 من بين الاقتصادات الأعلى دخلاً في العالم.
اعتمد اقتصاد الجزيرة تاريخياً على زراعة قصب السكر والأنشطة المتصلة بها، ولكن في أواخر سبعينات وأوائل ثمانينات القرن الماضي بدأ التوجه نحو تنويع الاقتصاد وتطوير قطاعي الصناعة التحويلية والسياحة. أصبحت خدمات المعلومات والأموال الخارجية مصدراً هاماً للنقد الأجنبي، كما يوجد قطاع صناعة تحويلية خفيفة. منذ التسعينات والنظرة العامة لحكومة بربادوس بأنها ودية للأعمال التجارية وسليمة اقتصادياً. شهدت الجزيرة طفرة في قطاع البناء مع تطوير وإعادة تطوير الفنادق ومجمعات المكاتب والمنازل.
تستمر الإدارات الحكومية في الآونة الأخيرة في جهودها للحد من البطالة وتشجيع الاستثمار الأجنبي المباشر وخصخصة ما تبقى من الشركات المملوكة للدولة. انخفضت نسبة البطالة من نحو 14% في الماضي إلى أقل من 10%.
انكمش الاقتصاد في 2001 و 2002 بسبب التباطؤ في السياحة والإنفاق الاستهلاكي وتأثير هجمات 11 سبتمبر 2001، لكنه انتعش في عام 2003 وأظهر نمواً منذ عام 2004. الشركاء التجاريون التقليديون للجزيرة هم كندا والمجموعة الكاريبية (ترينيداد وتوباغو خاصة) والمملكة المتحدة والولايات المتحدة.
أصبحت العلاقات التجارية والتدفقات الاستثمارية كبيرة: اعتباراً من عام 2003 شهدت الجزيرة استثمارات قابضة من كندا بقيمة 25 مليار دولار كندي، مما يجعل بربادوس واحدة من بين أكثر 5 وجهات أجنبية مفضلة لدى الكنديين للاستثمار. يقال بأن رجل الأعمال يوجين ملنيك من تورنتو هو أغنى المقيمين في بربادوس.
ذكر أن عام 2006 كان أحد أكثر الأعوام نشاطاً في بناء العقارات، حيث أن طفرة البناء في الجزيرة دخلت المراحل النهائية لعدة من المشاريع الضخمة. يقوم الاتحاد الأوروبي حالياً بمساعدة الجزيرة عبر برنامج بقيمة 10 ملايين يورو يهدف لتطوير قطاع الخدمات المالية والأعمال الدولية.
تمتلك بربادوس ثالث أكبر بورصة في منطقة البحر الكاريبي. يدرس المسؤولون في البورصة حالياً إمكانية زيادة التبادل الاستثماري المحلي مع السوق الدولية للأوراق المالية.

### النقل

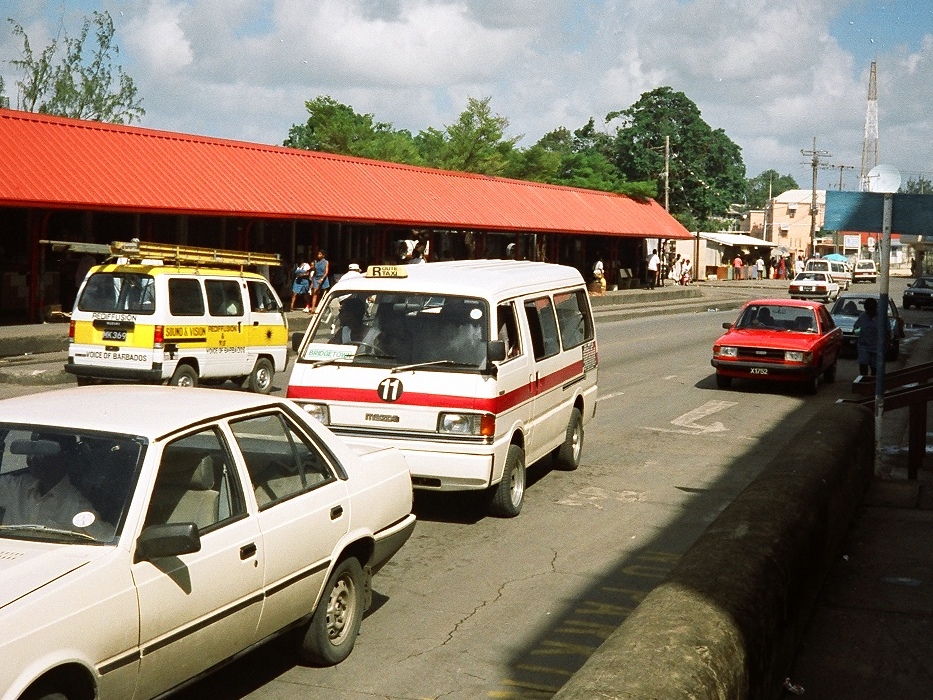
حافلة زد-آرز تحمل علامة تفيد بأنها تعمل على الخط 11

التنقل في الجزيرة سهل نسبياً حيث أن «سيارات الأجرة» التي تعرف باسم «زد -آرز» تربط أغلب نواحي الجزيرة. يمكن أن تكون هذه الحافلات الصغيرة في بعض الأحيان مزدحمة حيث أن السائقين لايرفضون صعود أي راكب مهما كان العدد. مع ذلك، فإن الرحلة تمر بأكثر المسارات جاذبية طبيعية عبر الجزيرة. غالباً ما تنطلق هذه الحافلات من العاصمة بريدج تاون أو من سبيتستاون في الجزء الشمالي من الجزيرة.

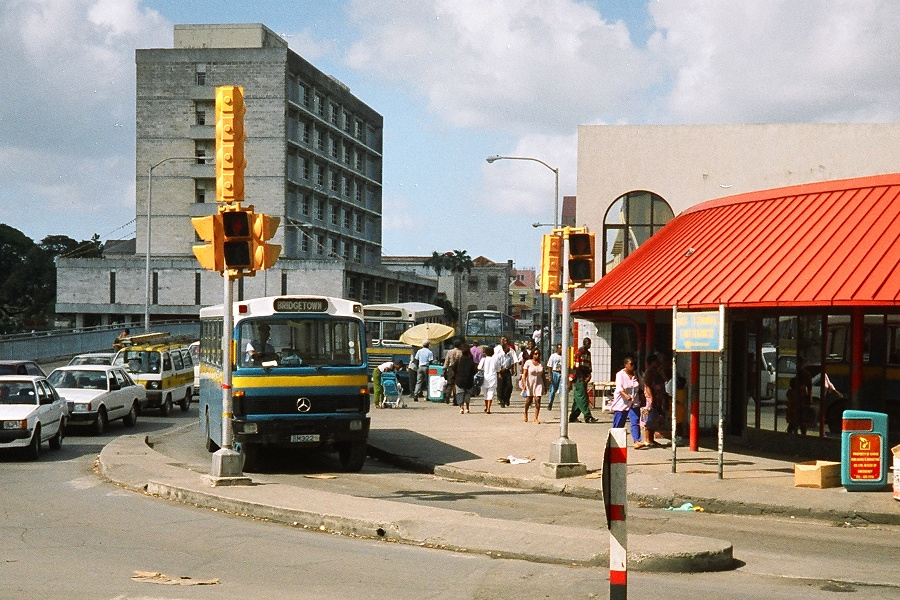
حافلة نقل قديمة في بريدج تاون.

بالإضافة إلى زد-آرز يوجد نظامان آخران للمواصلات وتعمل جميعها سبعة أيام في الأسبوع (أقل تواتراً في أيام الأحد). النظامان الآخران هما الحافلات الصفراء الصغيرة وحافلات نقل الركاب الزرقاء الكبيرة. تكلف التذكرة لأي منها دولارين برباديين. تقوم الحافلات الصغيرة الصفراء وزد-آرز بإعادة ما تبقى من النقود للراكب بينما الحافلات الزرقاء الحكومية لا تقوم بذلك لكنها تعطي إيصالات. يستطيع الأطفال ركوب الحافلات الحكومية مجاناً إذا كانوا في زي المدرسة الرسمي بينما يدفع الطالب دولاراً بربادياً في الحفالات الأخرى. تتطلب أغلب الطرق المرور ببريدجتاون. قد يتردد بعض السائقين في الشركات المتنافسة التي يملكها القطاع الخاص في تقديم النصيحة للركاب باستخدام الخدمات المتنافسة حتى لو كانت تلك الخدمات أكثر ملاءمة.

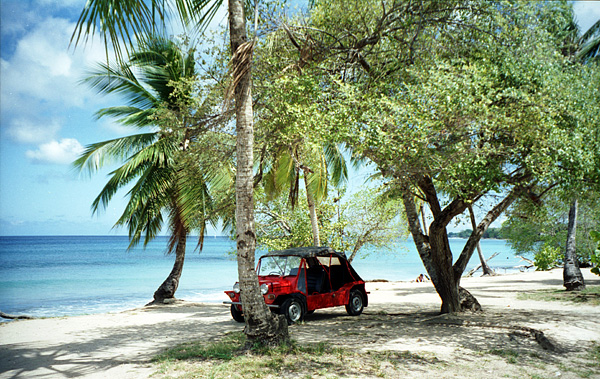
ميني موك على شاطئ سبيتستاون

توفر بعض الفنادق أيضاً للزوار وسائل نقل إلى النقاط المثيرة للاهتمام في الجزيرة من أمام الفندق. فيها العديد من وكالات السيارات المحلية والتي تملكها وتشغلها شركات من بربادوس حيث لا توجد شركات تأجير سيارات متعددة الجنسيات.
مطار الجزيرة الوحيد هو مطار غرانتلي آدمز الدولي. يستقبل المطار رحلات يومية من قبل شركات الطيران الكبرى من عدة نقاط في جميع أنحاء العالم، فضلاً رحلات إقليمية أصغر من عدد من شركات الطيران التجارية. يستخدم المطار كمركز رئيسي للنقل الجوي في منطقة شرق البحر الكاريبي. يخضع المطار حالياً لمشروع تطوير قيمته 100 مليون دولار أمريكي.
فيها أيضاً خدمات نقل مروحية، والتي تقدم خدمات التاكسي الجوي لعدد من المواقع في جميع أنحاء الجزيرة وبشكل رئيسي إلى حزام السواحل الغربية السياحية. تنظم حركة الملاحة البحرية والجوية من قبل هيئة ميناء بربادوس.

### السياحة
يوجد في بربادوس العديد من الفنادق المعروفة دوليا. كما توجد أيضاً العديد من الفنادق الصغيرة المحلية والفيلات الخاصة التي تنتشر عبر الجزيرة ويمكن حجزها مسبقاً. السواحل الجنوبية والغربية من بربادوس شعبية، حيث مياه الكاريبي الزرقاء الهادئة وشواطئها الرملية البيضاء الوردية. على طول ساحل الجزيرة الشرقي، التي تواجه المحيط الأطلسي، توجد الأمواج المثالية للتزلج الخفيف. لا تزال بعض المناطق محفوفة بالمخاطر نظراً للتيارات البحرية.
مناطق التسوق شعبية في بربادوس حيث التسوق معفى من الرسوم الجمركية. كما توجد حياة ليلية نشطة في المناطق السياحية بشكل رئيسي مثل سانت لورانس غاب. تشمل مناطق الجذب السياحي الأخرى محميات الحياة البرية ومحلات المجوهرات والغوص وركوب الطائرة والجولف والمهرجانات (وأكبرها مهرجان الحصاد السنوي خلال يوليو/أغسطس)، مشاهدة معالم المدينة، واستكشاف الكهوف، والمشروبات الغريبة والتسوق.

## الديموغرافيا

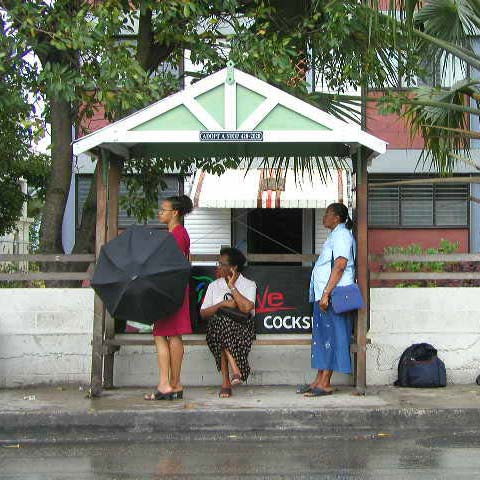
موقف حافلات في بربادوس

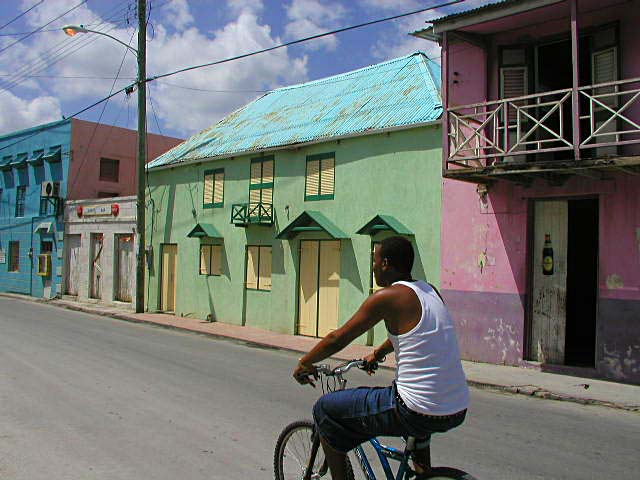
هاي ستريت

يبلغ تعداد سكان بربادوس نحو 281,968 نسمة ومعدل النمو السكاني نحو 0.33 ٪ (تقديرات منتصف عام 2005). ما يقرب من 90 ٪ من سكان بربادوس (المعروفون أيضاً بالعامية باجانيون) هي من أصل إفريقي («أفرو باجانيون»). ما تبقى من السكان فهو مجموعات من الأوروبيين (أنجلو باجانيون/يورو باجانيون) وهم أساساً من المملكة المتحدة وجمهورية أيرلندا وصينيون وهنود مسلمون. من المجموعات الأخرى في بربادوس أفراد من المملكة المتحدة والولايات المتحدة وكندا. يطلق البرباديون على من يعودون بعد سنوات الإقامة في الولايات المتحدة أو الأطفال الذين ولدوا في أمريكا لأبوين برباديين اسم باجانيون يانكيز، قد يعتبر البعض هذا المصطلح مهيناً.
تضم أكبر المجتمعات خارج المجتمع الإفريقي الكاريبي الهنود الجويانيين الذين يشكلون جزءاً هاماً من الاقتصاد نظراً لزيادة أعداد المهاجرين من غيانا. بعض التقارير تتحدث عن ارتفاع أعداد الشتات الهندي الباجاني الناشئ في غيانا والهند. قدم هؤلاء العديد من الأطباق والثقافة الهندية إلى بربادوس. يأتي معظم هؤلاء من جنوب الهند والولايات الهندوسية. لا تزال أعداد هؤلاء في نمو لكنها أصغر من المجتمعات المماثلة في البلدان المجاورة مثل ترينيداد وغيانا.
استقر اليورو باجانيون (4٪ من السكان) في بربادوس منذ القرن 16، وقدموا بشكل رئيس من إنجلترا وأيرلندا واسكتلندا. في 1643، كان من البيض 37,200 في بربادوس (86 ٪ من السكان). يعرف هؤلاء أيضاً باسم الباجانيون البيض. قدم اليورو باجانيون الموسيقى الشعبية مثل الموسيقى الأيرلندية، وأسماء أماكن معينة مثل «اسكتلندا» وهي منطقة جبلية و«ساحة الطرف الأغر» في بريدجتاون والتي أعيدت تسميتها الآن «ساحة الأبطال». ظهرت بين السكان البيض طبقة دنيا تعرف باسم ردليغز؛ يتحدر هؤلاء من موظفي الخدمة بالسخرة والسجناء المستوردين إلى الجزيرة. هاجر العديدون بعد ذلك ليصبحوا من أوائل المستوطنين في العصر الحديث لكارولينا الشمالية والجنوبية في الولايات المتحدة.
يشكل الصينيون جزءاً صغيراً من التركيبة السكانية الآسيوية في بربادوس، وهي أصغر بكثير من المجتمعات المماثلة في جامايكا وترينيداد. وصل معظم هؤلاء إن لم يكن جميعهم في بدايات الأربعينات من القرن الماضي خلال الحرب العالمية الثانية، ويعودون أساساً إلى الأراضي البريطانية في هونغ كونغ. العديد من الصينيين الباجانيين يحملون لقب تشين أو لي على الرغم من الألقاب الأخرى سائدة في مناطق معينة من الجزيرة.
أما اللبنانيون والسوريون فيمثلون المجتمع العربي في الجزيرة كما تشكل الأقلية المسلمة بينهم نسبة صغيرة من السكان المسلمين. وصلت غالبية اللبنانيين والسوريين إلى بربادوس بسبب الفرص التجارية. على الرغم من أن الأرقام تتضاءل بسبب الهجرة إلى بلدان أخرى. وصل اليهود الجزيرة مباشرة بعد وصول أوائل المستوطنين في 1627. بريدج تاون هي موطن لأقدم كنيس يهودي في الأمريكتين ويرجع تاريخه إلى 1654، على الرغم من أن الهيكل الحالي أقيم في 1833 مكان البمنى السابق الذي دمره إعصار عام 1831. تعود شواهد القبور في المقبرة التاريخية المجاورة إلى ثلاثينيات القرن السابع عشر. الموقع الآن تحت رعاية الصندوق الوطني لبربادوس حيث هجر في 1929، لكنه حفظ، واستعادته الجالية اليهودية في عام 1983.
يشكل الهنود من ولاية غوجارات غالبية السكان المسلمين. ينظر إلى هذه المجموعة من السكان على أنها الأكثر نجاحاً في مجال الأعمال التجارية إلى جانب الصينيين. يبلغ مأمول الحياة 77 عاماً لكلا الجنسين. تمتلك بربادوس واليابان أعلى نسبة ممن تجاوزوا عامهم المائة في العالم.

### اللغة
اللغة الإنجليزية هي اللغة الرسمية في بربادوس وتستخدم في الاتصالات والإدارة والخدمات العامة في جميع أنحاء الجزيرة. بصفتها اللغة الرسمية في البلاد، فإن مستوى اللغة الإنجليزية يميل ليتوافق مع المفردات والنطق والهجاء مع اللغة الإنجليزية البريطانية. ظهر فرع إقليمي بديل لللغة الإنجليزية يعرف باسم اللغة الباجانية والتي يتحدثها معظم أهل بربادوس في الحياة اليومية ولا سيما في الأماكن غير رسمية. تختلف اللغة الباجانية في شكلها الكامل بشكل ملحوظ عن اللغة الإنجليزية القياسية في الجزيرة.
تختلف درجة التباين بين الباجانية والإنجليزية العامة اعتماداً على أصول المتحدثين. في حالات نادرة، قد تكون اللغة غير مفهومة تماماً لمتحدث بالإنكليزية من دولة أخرى بسبب كثرة المصطلحات العامية الموجودة في الجملة. الباجانية مختلفة عن بقية اللهجات الإنكليزية الكاريبية الأخرى رغم تؤثرها الشديد بها. فهي مزيج من اللغة الإنجليزية البريطانية وعناصر مستعارة من لغات غرب إفريقيا. يتحدث بالهندية والبوجبوري أيضاً في الجزيرة من قبل الأقلية الهندية. تعتبر الإسبانية اللغة الثانية الأكثر شعبية في الجزيرة وتليها الفرنسية.

### الدين
معظم سكان بربادوس المنحدرين من أصل إفريقي وأوروبي هم من المسيحيين (95 ٪) وبشكل رئيس من الأنجليكان (40 ٪). الطوائف المسيحية الأخرى الكبيرة في بربادوس هي الكنيسة الكاثوليكية وشهود يهوه والسبتيين والمعمدانيين الروحانيين. كانت كنيسة انكلترا الدين الرسمي للدولة حتى الإلغاء القانوني من قبل برلمان بربادوس بعد الاستقلال. تشمل الأقليات الدينية الهندوس والمسلمين والبهائية  واليهود.

## الصحة والتعليم
على غرار الدول الأخرى في إطار رابطة دول الكومنولث فإن بربادوس توفر الرعاية الصحية الوطنية لجميع المواطنين. يوجد في بربادوس ما يزيد على عشرين مستوصف في جميع أنحاء البلاد بالإضافة إلى مستشفى الملكة إليزابيث (المستشفى العام) الموجود في بريدج تاون.
نظام التربية والتعليم في بربادوس مبني على النموذج البريطاني. تنفق حكومة بربادوس ما يقرب من 20٪ من ميزانيتها الوطنية السنوية على التعليم. التعليم إلزامي حتى سن السادسة عشر، حيث يقرب معدل محو الأمية في بربادوس من 100 ٪، حيث تقر اليونسكو ووزير التربية والتعليم بأن بربادوس من بين أعلى 5 بلدان في جميع أنحاء العالم من حيث معدل محو الأمية. وهو ما وضع البلاد جنبا إلى جنب مع العديد من الدول الصناعية في العالم. يوجد في بربادوس ما يزيد على 70 مدرسة ابتدائية، وأكثر من 20 مدرسة ثانوية في جميع أنحاء الجزيرة. هناك أيضا عدد من المدارس الخاصة التي تلبي النماذج التعليمية المختلفة بما في ذلك مونتيسوري والبكالوريا الدولية. التعليم العالي متاح في البلاد من خلال كلية المجتمع بربادوس وبوليتكنيك صامويل جاكمان بريسكود في الحرم الجامعي المحلي في كيف هيل في جامعة جزر الهند الغربية.
حلّت بربادوس في المركز 77 في مؤشر الابتكار العالمي لعام 2024.

## الثقافة

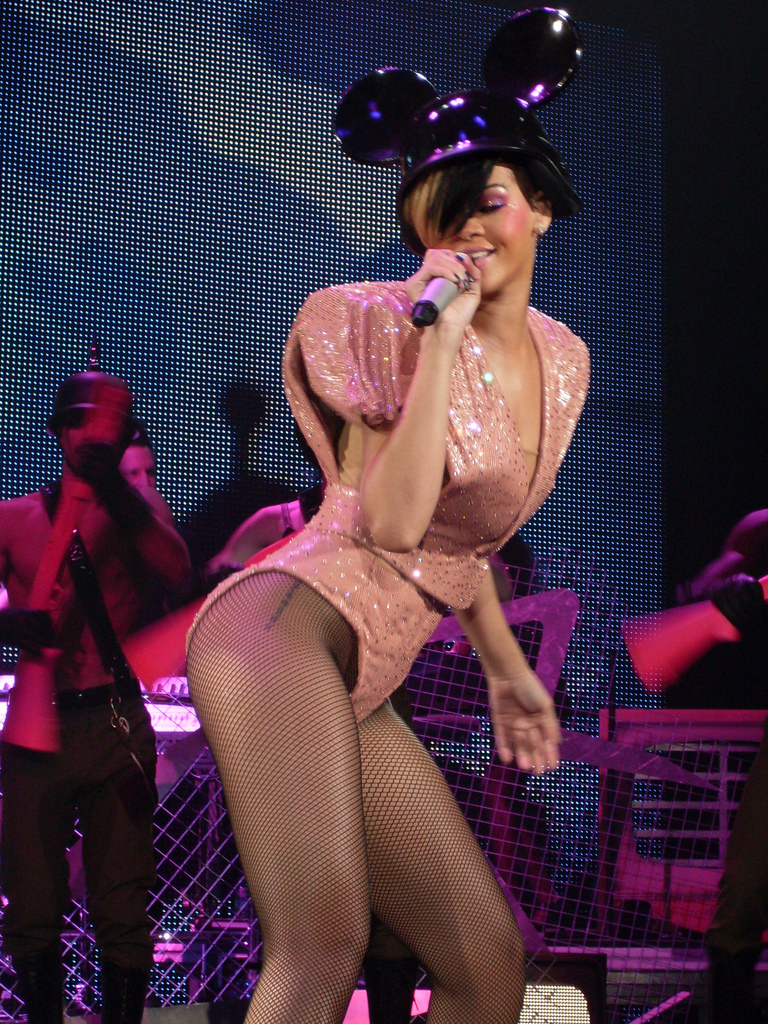
ريانا من بربادوس.

التأثير الإنجليزي في بربادوس أكثر تجلياً مما هو عليه في الجزر الأخرى في جزر الهند الغربية. خير مثال على ذلك هو أن الرياضة الوطنية هي لعبة الكريكيت. أنجبت بربادوس العديد من لاعبي الكريكيت المشاهير بما في ذلك السير غارفيلد سوبرز وفرانك ووريل.
يدعى المواطنون رسمياً برباديون، لكن تستخدم التسمية باجانايون والذي يعتقد بأنه أتى من اللفظ المحلي لكلمة برباديون والتي قد تلفظ أحياناً برباجانيون.
أكبر التظاهرات الثقافية في الجزيرة هي كرنفال الحصاد. كما هو الحال في منطقة البحر الكاريبي وغيرها من بلدان أمريكا اللاتينية، فإن موسم الحصاد أكثر الأحداث أهمية لكثير من الناس في الجزيرة، فضلا عن الآلاف من السياح الذين يتدفقون على الجزيرة للمشاركة في المناسبات السنوية. يتضمن المهرجان مسابقات موسيقية وأنشطة تقليدية أخرى. كما يتوج ملك وملكة الحصاد وهما أكثر من يحصدان من قصب السكر. يبدأ الموسم من يوليو وينتهي بيوم كادومنت وهو أول اثنين في أغسطس.
في عالم الموسيقى، تعد ريانا حالياً إحدى أشهر الفنانين البرباديين وهي من الحائزين على جائزة غرامي. اعتبارا من عام 2009 عينت سفيراً فخرياً للشباب والثقافة في بربادوس من قبل رئيس الوزراء الراحل، ديفيد طومبسون. في 2008، اعترفت بربادوس بانجازاتها في «يوم ريانا».

### الرياضة
كما هو الحال في البلدان الأخرى في الكاريبي ذات التراث الاستعماري البريطاني، فإن الكريكيت تحظى بشعبية كبيرة في الجزيرة. يشارك البرباديون في جزر الهند الغربية للكريكيت. بالإضافة إلى ذلك لعبت البلاد عدة مباريات ودية وستة مباريات في «سوبر ايت» واستضافت المباراة النهائية لكأس العالم للكريكيت 2007. أنجبت البلاد العديدين من مشاهير الكريكيت مثل السير غارفيلد سوبرز والسير فرانك ووريل والسير كلايد والكوت والسير ايفرتون ويكس وغوردون غرينيدج وجويل جارنر ومالكولم مارشال.
يعد أوباديل تومسون عداء من الطراز العالمي من بربادوس حيث حاز على الميدالية البرونزية في الألعاب الأولمبية لأكثر من 100م في عام 2000. وصل رايان براتويت المشارك في سباقات الحواجز إلى الدور نصف النهائي في الألعاب الأولمبية لعام 2008 في بكين. كما منح براتويت بربادوس أيضاً ميداليتها الأولى على الإطلاق في المسابقات العالمية في برلين ألمانيا في 20 أغسطس 2009، عندما فاز بلقب الرجال 110 أمتار حواجز، حيث أحرز زمناً وطنياً قياسياً قدره 13.14 ثانية ليحوز ذو الواحد وعشرين ربيعاً على الميدالية الذهبية.
تحظى لعبة البولو بشعبية كبيرة بين «النخبة» الغنية في الجزيرة حيث يوجد فريق هاي جول ايبس هيل في نادي سانت جيمس. كما تمارس اللعبة أيضاً في ملعب مهرجان المانحين الخاص.
أما في الغولف، فتعد بطولة بربادوس المفتوحة إحدى المحطات السنوية لبطولة الكبار الأوروبية. جرت في ديسمبر 2006 بطولة العالم للغولف على ملعب كونتري كلب في منتجع ساندي لين وهو ملعب من 18 حفرة صممه توم فازيو. يوجد أيضاً ناد آخر للغولف هو نادي بربادوس للغولف. استضاف ذاك النادي بطولة المحترفين الأوروبية في عام 2003 وأيضاً بطولة بربادوس المفتوحة في عدة مناسبات.
كرة السلة رياضة شعبية يمارسها الطلاب في المدارس والجامعات وشعبيتها في اطراد مستمر، كما هو مع لعبة الكرة الطائرة والتي تمارس في الصالات المغلقة غالباً. رياضة السيارات تلعب دوراً أيضاً حيث يجري رالي بربادوس كل صيف وهو مدرج حالياً في جدول الاتحاد الدولي لسباقات السيارات. أما وجود الرياح التجارية المواتية يجعل من الشواطئ الجنوبية للجزيرة موقعاً مثالياً لإبحار الأمواج (من أنواع رياضة ركوب الأمواج). كرة الشبكة شعبية بين نساء الجزيرة. أما الفريق البربادي «فلايين فيش» فكانوا أبطال العالم في سيغوي بولو 2009.

### الرموز الوطنية
الزهرة

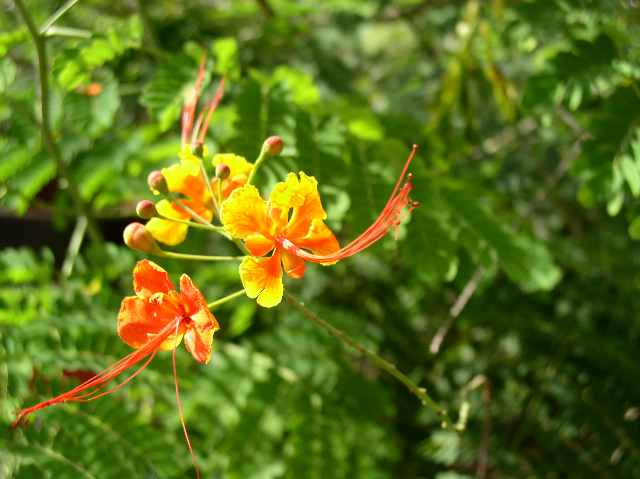
الزهرة الوطنية باللونين الأحمر والأصفر

زهرة بربادوس الوطنية هي كبرياء بربادوس أو سيسالبينيا بولشيريما والتي تنمو عبر الجزيرة.
العلم
تمثل الشوكة في مركز العلم تلك التي يحملها إله البحر الأسطوري نبتون. تعود تلك الشوكة في شكلها الأصلي «غير المكسور» إلى ختم استعماري سابق والتي استعيض عنها لاحقاً بشعار النبالة الحالي. بعد استخدامها في العلم الوطني صمم الطرفين الأيمن والأيسر بحيث يظهران «مكسورين» الأمر الذي يمثل انعتاق الأمة البربادية من العلاقات التاريخية والدستورية مع مستعمرتها السابقة.
تمثل الرؤوس الثلاثة للشوكة الأعمدة الثلاث الرئيسية للديمقراطية «حكومة من وإلى ومن أجل الشعب». تتمركز الشوكة المكسورة على خلفية ذهبية تمثل رمل شواطئ الجزيرة. يحاط الشريط الذهبي بشريطين زرقاوين عموديين يمثلان بحر وسماء بربادوس.
كان غرانتلي بريسكود من صمم العلم واختير في مسابقة نظمتها حكومة بربادوس من بين ألف تصميم آخر.
الدرع الذهبية
الدرع الذهبية في شعار النبالة تحمل اثنتين من زهرة كبرياء بربادوس وشجرة تين ملتحية والتي كانت كثيفة على الجزيرة عند استيطانها من قبل البريطانيين ويعتقد أن أصل تسمية الجزيرة يعود لها.
شعار النبالة
يصور شعار النبالة اثنين من الحيوانات يدعمان الدرع. على اليسار «دلفين» يرمز إلى صناعة صيد الأسماك. بينما على اليمين بجعة ترمز إلى جزيرة صغيرة تدعى جزيرة البجع كانت موجودة قبالة سواحل بريدج تاون. فوق الدرع ترى خوذة بربادوس مع ذراع طويلة تمسك بساقين من قصب السكر. يمثل «الصليب» الذي ترسمه ساقا قصب السكر صليب القديس أندراوس. على قاعدة شعار النبالة يقرأ «كبرياء وصناعة».

### الأبطال الوطنيون
في أبريل 1998، صدر قانون نظام الأبطال الوطنيين من قبل برلمان بربادوس. وفقاً للحكومة، يحدد القانون 28 أبريل (الذكرى المئوية لمولد السير غرانتلي آدمز) اليوم الوطني للأبطال. أعلن القانون أيضاً أن عشرة أبطال وطنيين في بربادوس وجميعهم يمنحون اللقب «الامتياز الحق». هؤلاء العشرة هم:
- بوسا (؟-1816)
- سارة آن جيل (1795-1866)
- صامويل جاكمان بريسكود (1806-1871)
- د. تشارلز دنكان أونيل (1879-1936)
- كليمنت أوزبورن باين (1904-1941)
- السير غرانتلي هربرت أدامز (1898-1971)
- المحترم إيرول والتون بارو (1920-1987)
- السير هيو ووريل سبرينغر (1913-1994)
- السير غارفيلد سوبرز (1936 -)
- السير فرانك والكوت (1916-1999)